# A batacazo limpio
A batacazo limpio fue una historieta mexicana creada por el dibujante y guionista Rafael Araiza. Tenía como tema el boxeo y la lucha libre profesional, con fuertes dosis de humor negro.

## Trayectoria
Apareció por primera vez en la revista Paquín en el año de 1935. La historieta pasó a ser publicada por la revista Chamaco entre 1937 y 1948, y posteriormente en Publicaciones José G. Cruz desde 1952 hasta finales de la década de 1950, cuando deja de ser publicada.

## Argumento
La historieta tenía como protagonista a Bill Petrolle (alias Kanguro Carey), un hombre de clase baja. Su padre es un obrero minusválido frustrado en su deseo de haber sido violinista, y le exige a su hijo que se dedique a esa profesión. Sin embargo, la vocación de Bill es el boxeo, donde logra triunfar, causándole con ello la muerte a su padre.
La trama contenía influencias estadounidenses, que se reflejan tanto en los nombres y el aspecto de los personajes como en los escenarios. Fueron historias completas, en las que Kanguro Carey se enfrentaba a un nuevo luchador o boxeador en cada número.
Los rivales contaban con técnicas especiales que los hacían únicos, y de modo adicional tenían una propia historia: los había criminales, dementes, monstruos, con traumas infantiles, con necesidades económicas, con intereses políticos, etc.
Entre los personajes más destacados figuran la Bruja Rogers, una empresaria del boxeo muy poco femenina con intereses criminales, y posteriormente, Ricardín el taradito, un luchador con retraso mental que se cree un niño pequeño.
- Datos: Q5654234